# Непрямий переклад
Непрямий переклад — це переклад, здійснений не безпосередньо з оригінального тексту, а з його вже перекладеної версії. Такий переклад може базуватися на одному або кількох перекладах оригіналу. Наприклад, якщо текст, написаний арабською мовою, перекладається португальською, але на основі англійського перекладу, результатом є непрямий переклад.
Непрямий переклад є звичним явищем міжкультурного обміну, особливо характерним для випадків, що пов’язані з обміном між географічно, культурно та мовно віддаленими спільнотами (наприклад, переклад з китайської на португальську), а також у разі використання мов з невеликою кількістю носіїв (зокрема, каталанської, чеської, данської). Це залишається поширеною практикою в різних сферах сучасності — таких як аудіовізуальний, машинний, літературний переклад, а також переклад для громадських заходів та конференцій. Наразі його використання часто пов'язане з глобалізацією або діяльністю міжнародних організацій, де велика кількість робочих мов часто вимагає редагування документів через лінгва франку або інші посередницькі мови.
У перекладознавстві непрямий переклад також відомий як опосередкований або переклад з другого (третього тощо) джерела. Непрямі переклади іноді називають повторними, але цей термін частіше використовують для позначення кількох перекладів одного й того самого тексту на одну й ту ж саму мову. Непрямий переклад протилежний прямому, який здійснюється безпосередньо з оригіналу.

## Приклади

### У літературному перекладі
Показовим прикладом є малайський переклад роману «Маленький принц» (фр. Le Petit Prince) Антуана де Сент-Екзюпері. Він вийшов під назвою Putera Cilik і був здійснений не з французького оригіналу, а на основі англомовної версії The Little Prince.

### В аудіовізуальному перекладі
У серіалі «Пуститися берега» (англ. Breaking Bad), зокрема в третій серії третього сезону, персонаж Тортуга розмовляє іспанською, а польські субтитри були створені на основі англійських.

### У перекладі релігійних текстів
Прямий переклад Корану латинською мовою був здійснений у 1142–1143 роках. Тому багато європейських перекладів ґрунтувалися саме на цій латинській версії.
Англійська Біблія (бл. 1385 року) була перекладена на основі латинської Вульгати.

## Ставлення до непрямого перекладу
Непрямий переклад часто асоціюється з негативними конотаціями — його сприймають як "копію копії". Відповідно до рекомендацій ЮНЕСКО (1976), непрямий переклад слід використовувати лише за крайньої потреби.
Однак дослідження засвідчують, що така практика може мати і позитивні аспекти. Завдяки непрямому перекладові окремі літературні твори з далеких культур стали класикою світової літератури. Це також вигідно як для перекладацьких компаній, так і для клієнтів (непрямий переклад часто дешевший, ніж переклад з менш поширеної мови безпосередньо).